# Дружинское сельское поселение
Дружинское се́льское поселе́ние — муниципальное образование в Омском районе Омской области Российской Федерации.
Административный центр — село Дружино.

## История
Статус и границы сельского поселения установлены Законом Омской области от 30 июля 2004 года № 548-ОЗ «О границах и статусе муниципальных образований Омской области»

## Население
| 2006  | 2010  | 2011  | 2012  | 2013  | 2014  | 2015  |
| ----- | ----- | ----- | ----- | ----- | ----- | ----- |
| 6689  | ↗7519 | ↗7535 | ↗7642 | ↗7824 | ↗7908 | ↗8086 |
| 2016  | 2017  | 2018  | 2019  | 2020  | 2021  | 2023  |
| ↗8346 | ↗8612 | ↗8834 | ↗9041 | ↘8998 | ↗9319 | ↗9446 |

## Состав сельского поселения
| № | Населённый пункт | Тип населённого пункта       | Население |
| - | ---------------- | ---------------------------- | --------- |
| 1 | Горячий Ключ     | посёлок                      | ↗2846     |
| 2 | Дружино          | село, административный центр | ↗4746     |
| 3 | Красная Горка    | село                         | ↘926      |
| 4 | Крутобережный    | посёлок                      | →17       |
| 5 | Мельничное       | село                         | ↗665      |
| 6 | Петрушенко       | разъезд                      | ↗227      |